# 可泰安
可泰安汗 (俄语：Котян，阿拉伯语：‎；？—1241年)，13世紀欽察部落可汗，他與基輔羅斯結成了對蒙古人戰爭的重要同盟，但最終在卡爾卡河被他們擊敗。蒙古人在1238年獲勝後，率領40,000帳百姓前往匈牙利，在那裡他成為匈牙利國王貝拉四世的盟友並接受了天主教，但遭到匈牙利貴族的暗殺。

## 生平
可泰安出身欽察人中的魯特部落。在1222年蒙古人在北高加索打敗阿蘭-欽察聯軍後，他向女婿加利奇王公姆斯季斯拉夫·姆斯季斯拉维奇提出組成聯軍抵抗哲別和速不台的蒙古軍。羅斯-欽察聯軍被擊潰，不得不於1223年5月31日撤退。可泰安於當年被罷免，但他仍然是泰特羅巴家族的領導人。
在1237年初春，蒙古第二次西征，襲擊欽察等部落，其中一位首領八赤蠻被蒙哥殺死。
在1238年，別兒哥對欽察人發動第三次戰役，最終使欽察人潰散，可泰安率40,000帳百姓（大約7万至8万人）逃往匈牙利，在匈牙利，可泰安與匈牙利的貝拉四世結盟，後者向庫曼-欽察難民提供了庇護。可泰安皈依依羅馬天主教，並於1239年受洗為喬納斯（Jonas），而他的女兒伊麗莎白也嫁給了貝拉的兒子，即未來的伊什特萬五世。然而，匈牙利貴族不信任欽察人（可能認為他們是蒙古間諜），而且導致災難性的蒙古入侵（因匈牙利庇護欽察人）。他們在佩斯將可泰安暗殺，憤怒的欽察人開始掠奪農村，並向該國南部遷移，在匈牙利造成許多破壞後，他們離開該國前往保加利亞。 
有一個假設是，最終統治保加利亞的特爾特王朝是可泰安家族的後裔。